# Automatentheorie
Die Automatentheorie ist ein Teilgebiet der theoretischen Informatik, das sich mit dem Studium von Automaten (Modellrechnern) und mit den von diesen Automaten lösbaren Problemen beschäftigt.
Sie ist ein wichtiges Werkzeug der Berechenbarkeitstheorie und Komplexitätstheorie. Praktische Anwendung findet sie beim Entwurf von lexikalischen Scannern und Parsern im Compilerbau sowie für den Entwurf von Programmiersprachen.
Die Automatentheorie befasst sich mit formalen Sprachen und formalen Grammatiken, die u. a. durch die Chomsky-Hierarchie typisiert werden, und mit Modellen für Automaten, die solche Sprachen verarbeiten können, insbesondere endliche Automaten, Kellerautomaten, Zellularautomaten und Turingmaschinen.